# Chapelle Saint-Fraimbault de Saint-Georges-de-la-Couée
La chapelle Saint-Fraimbault est une chapelle située à Saint-Georges-de-la-Couée, dans le département français de la Sarthe.

## Historique
- Si vous ne connaissez pas le sujet, laissez ce bandeau (vous pouvez alors contacter les auteurs).
- Si vous supprimez le contenu mis en cause (vous pouvez préalablement contacter les auteurs),

argumentez précisément cette suppression dans la page de discussion
(un manque de référence n'est pas un argument ; une recherche réelle de référence doit avoir été effectuée, être formellement documentée).

### Les origines
Au début du premier millénaire, le territoire de l’actuelle commune de Saint-Georges-de-la-Couée formait l’antique villa Sabonarias, dans la contrée du Labricin (chef-lieu Lavardin). Dans cette villa se trouvaient des vignes qui appartenaient à l’église du Mans, quelques cultures et un ensemble de bâtiments dont des granges, une auberge et les logements des colons et des esclaves. Au bord du ruisseau qui coule au hameau de Saint-Fraimbault à Saint-Georges-de-la-Couée se tenait ainsi une fabrique de savon. Le savon était une invention des Celtes et ce produit était fabriqué à partir de bois, d’eau et de suif de chèvres. Cette industrie a donné son nom à la villa Sabonarias dont la racine sabo veut dire « savon ». Sabonarias a donné au cours des temps Savonnières ou Savelières, et la saponaire vient de la même origine. Les chèvres, dont la graisse servait à la fabrication de ce savon, ont donné son nom à la vallée de la Gabrone, nom dérivant du celte gabras et du breton ancien gabr qui veut dire « chèvre ».
C’est dans cette antique villa que saint Liboire, évêque du Mans de 348 à 397, fonde au IVe siècle une église paroissiale qui sera taxée de deux livres d’huile et une de cire au profit de l’église du Mans[réf. incomplète]. Toutefois, la fondation de cette église ne veut pas dire que la construction d’un bâtiment abritant les offices religieux a débuté au IVe siècle, si bien qu’on ne peut savoir avec exactitude quand la première église paroissiale a été construite au hameau de Saint-Fraimbault. D’après les textes anciens, on estime que cette église a été bâtie entre le IVe et le VIIe siècle, ce qui en fait une des plus anciennes du Maine.
Toutefois, la chapelle Saint-Fraimbault que l’on peut admirer de nos jours date du début du second millénaire. En effet, à la fin du premier millénaire les invasions normandes et bretonnes ravagèrent la région. Tous les édifices furent ruinés, les églises détruites, les prieurés rasés, comme celui de Saint-Siviard qui était situé au sud de Saint-Fraimbault. C’est donc sur les ruines de l’antique église paroissiale fondée par saint Liboire que les moines de Saint-Calais construisent au XIe siècle un nouvel édifice[réf. incomplète]. Entretemps, une nouvelle église paroissiale voit le jour à 4 km au nord, dans le bourg de Saint-Georges-de-la-Couée, et l’antique église paroissiale de la villa Sabonarias devient une simple chapelle sous le patronage de saint Fraimbault.

### Histoire récente
Pendant de nombreux siècles, la chapelle Saint-Fraimbault fut un lieu de pèlerinage très fréquenté, en particulier tous les 16 août. Les pèlerins venaient prélever de la poussière grattée sur le sarcophage qui, mélangée avec de l’eau, était censé soigner de nombreux maux.
La chapelle est inscrite au titre des monuments historiques depuis le 27 septembre 1971.
La chapelle a subi quelques restaurations au cours de son existence. Au XIXe siècle, la famille de Montesquiou-Fezensac du château de Courtanvaux à Bessé-sur-Braye, dont est issu Anne-Pierre Élisabeth dernier seigneur de Saint-Georges-de-la-Couée, a financé la restauration de la toiture. En 1921, de nouveaux vitraux furent installés. En 2018, une vaste opération de restauration a concerné l’ensemble de la toiture, le changement de pierres de taille et la réalisation d’un nouveau clocher recouvert de bardeaux de châtaignier. Ce clocher a été financé par des dons récoltés auprès des habitants de la commune et de la région. Chaque donateur a son nom de gravé au dos d’un des bardeaux de châtaignier.

## Architecture
(mars 2019).

### Extérieur
C’est une chapelle toute simple avec une abside en demi-cercle. Les murs sont réalisés en pierres non appareillées, les quelques pierres de taille étant réservées pour les angles des murs et les contreforts. Le chœur n’a pas subi de transformations majeures depuis le XIe siècle. En revanche, la nef a été reconstruite au XVIIe siècle après son effondrement. 
Au cours de ces travaux, une porte est ouverte au sud de la chapelle. On peut voir à l’extérieur le raccordement entre le mur du XIe siècle et celui du XVIIe, ainsi que la différence de hauteur entre la nef et le chœur résultant probablement d’un manque de matériaux pour la reconstruction de la nef. C’est vers cette époque qu’une des baies étroites est agrandie pour donner plus de lumière à l’abside.
Ayant perdu son titre d’église paroissiale, la chapelle n’a survécu que grâce à la générosité des seigneurs des lieux, dont la famille de Maillé, seigneurs de Ruillé, dont les armes sont gravés au-dessus du porche d’entrée.

### Intérieur
C’est par un sol incliné que l’on monte vers le chœur où on peut voir sous l’autel un large trou où se trouvait un sarcophage mérovingien. La tradition populaire attribue cette sépulture à saint Fraimbault. 
Les vitraux sont tous du début du XXe siècle, créations de MM. Morin (dessinateur), Chapée (peintre) et Échivard (verrier).
Sur le mur nord, on peut voir les restes de peintures murales des XVe et XVIe siècles représentant saint Éloi, saint Pierre, sainte Radegonde et saint Michel. Quelques statues subsistent à l’intérieur de l’édifice, dont sainte Anne et Marie du XVIIe siècle et surtout une grande statue en terre cuite de saint Fraimbault de 1627.